# Ulric Dahlgren

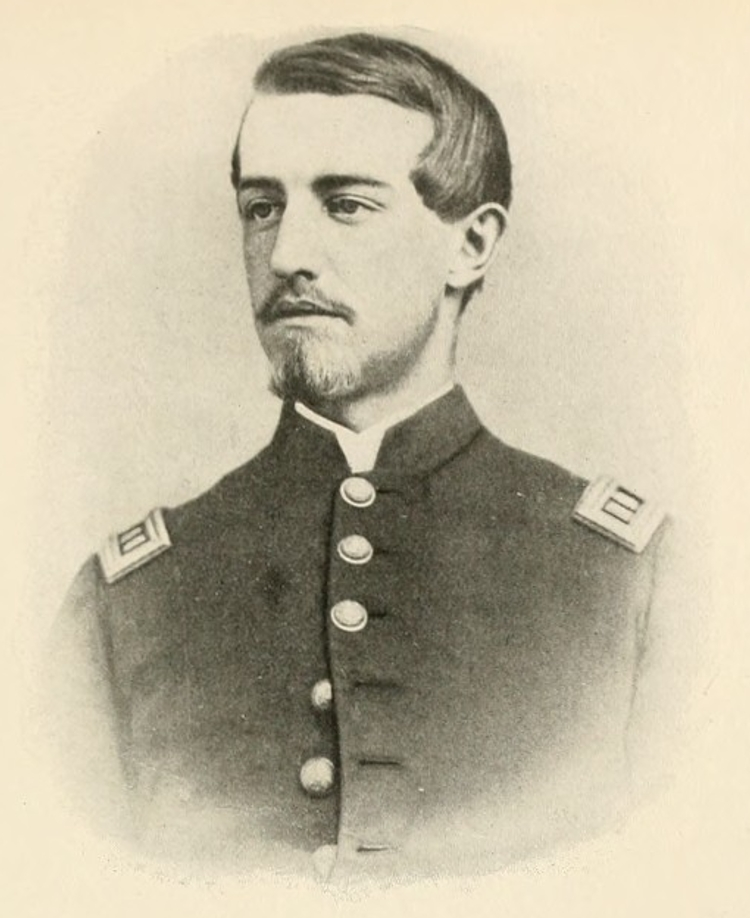
Ulric Dahlgren som kapten.

Ulric Dahlgren, född 1842, stupad i strid 2 maj 1864, var en amerikansk militär. Han var son till amiral John A. Dahlgren och 1863-1864 överste i unionsarmén. Sedan han stupat under en räd mot sydstatshuvudstaden Richmond, Virginia hävdade de konfedererade militärmyndigheterna att de på hans kropp funnit planer på att mörda Jefferson Davis och andra höga sydstatsledare samt sätta eld på staden. 
Den unge Dahlgren som studerat teknologi och juridik blev 1862 kapten och stabsofficer i Potomacarmén. Som sådan deltog han i andra slaget vid Bull Run, slaget vid Chancellorsville och slaget vid Gettysburg. I en kavalleristrid efter Gettysburg sårades han i foten; såret missköttes och benet fick amputeras nedom knät. Trots sitt handikapp (han gick på kryckor) konstituerades Dahlgren till överste och deltog som chef för en självständig avdelning i räden mot Richmond under högsta befäl av general Judson Kilpatrick. Anklagelserna mot honom utlöste en häftig propagandastrid mellan nord och syd och historikerna är ännu oense om deras sannfärdighet.